# 올리버 드레이크
올리버 가드너 드레이크(영어: Oliver Gardner Drake, 1987년 1월 13일 ~ )는 미국의 야구 선수로, 메이저 리그에 소속되어 있는 탬파베이 레이스의 투수이다.